# Романово (Калінінградська область)
Романово (рос. Романово) — селище Зеленоградського району, Калінінградської області Росії. Входить до складу Ковровського сільського поселення.
Населення — 1100 осіб (2015 рік).

## Населення
| 2002 | 2010 | 2011  |
| ---- | ---- | ----- |
| 966  | ↘938 | ↗1100 |